# Patmo
Patmo (in greco Πάτμος?, Patmos) è un'isola dell'Egeo. L'isola è famosa poiché, secondo un'antichissima tradizione cristiana, l'apostolo Giovanni fu qui esiliato dall’imperatore Domiziano dal 95 al 100 d.C. Durante questo periodo egli ebbe le sue famose visioni da Gesù, che portarono alla redazione del Libro della Rivelazione.

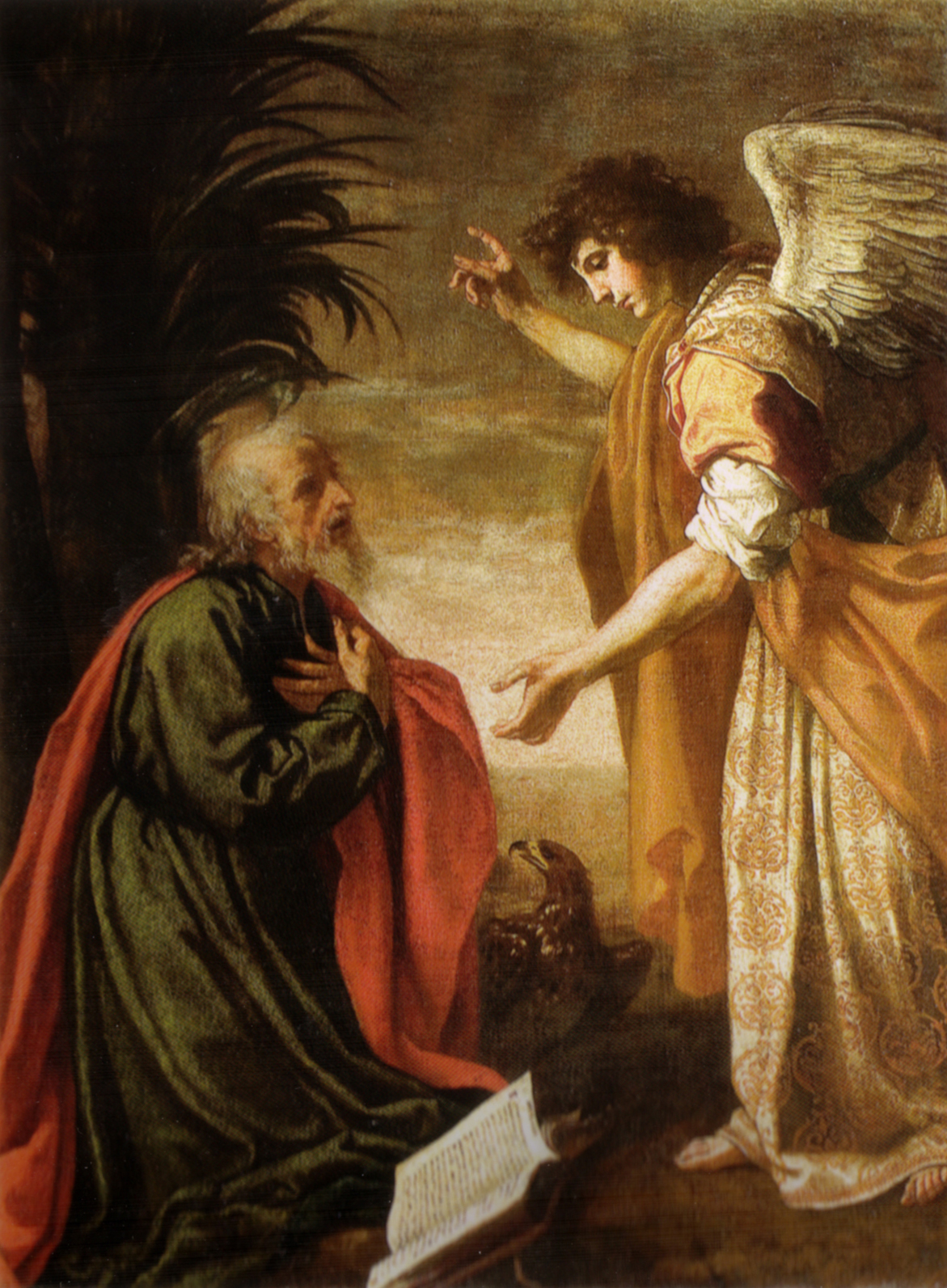
San Giovanni evangelista a Patmo, Jacopo Vignali

## Geografia fisica

### Territorio
Patmo è una delle isole più settentrionali del complesso Dodecaneso. Si trova a nord di Lero e a sud dell'isola di Icaria. L'isola è di origine vulcanica e arida; è costituita da tre blocchi rocciosi uniti da stretti istmi; i rilievi irregolari sono separati da piccole valli. Il capoluogo dell'isola è Chora e il porto principale è Skala. L'isola è stata ribattezzata la Gerusalemme dell'Egeo, simbolo della cristianità e meta di pellegrinaggi dei luoghi sacri che accolsero i passi dell'evangelista Giovanni.

### Clima
Il clima è quello tipico mediterraneo, caldo d'estate e freddo e piovoso d'inverno. Temperatura media annuale: 18,5 °C. Temperatura media d'estate: 25-33 °C.

## Origini di Patmos nel mito
L'elemento greco si compiacerà di intrecciare una sua propria leggenda con le origini di Patmo, collegandole con gli dei dell'Olimpo e con i mitici eroi dei poemi omerici. Una leggenda racconta che era nascosta sotto l'oceano ed era visibile solo quando la dea della Luna, Selene, brillava su di lei. Una notte, un'altra dea, Artemide, notò l'isola e se ne innamorò, desiderandola per se stessa. Chiese quindi il permesso agli altri dei per farla emergere dal mare, e grazie al potere di Zeus l'isola trovò spazio dove giace ancora oggi.
Un'altra leggenda narra che Oreste, dopo aver ucciso la madre Clitennestra, si rifugiò a Patmos per sfuggire alle Erinni.

## Storia

### Epoca ellenica
Resti di necropoli antiche sono stati rinvenuti nei centri di Nettia, vicino a Patmos, e di Kambos, nella parte Est dell’isola. Al IV o al III secolo a.C. sembra risalire la cinta muraria in pietra nera e in tecnica isodoma, che si osserva sull’altura di Kasteli presso il porto.
L'isola, che inizialmente fu abitata da stirpi doriche, fu in seguito colonizzata dagli Ioni; nel 428 a.C. la flotta spartana fu costretta dagli Ateniesi a ripiegarvi.

### Epoca romana
L'isola era già conosciuta dallo storico Tucidide, dal geografo Strabone e da Plinio il Vecchio. In epoca imperiale romana, fu luogo di residenza di alcuni notabili, forse esiliati politici. Verso la fine del I secolo era una piazzaforte avanzata di Mileto, sua dirimpettaia sulla costa dell'Asia Minore, che se ne serviva come fortezza per difendere l'accesso al proprio porto. Essa vi relegava in soggiorno sorvegliato persone indesiderabili dalla città.

### Epoca bizantina
Nel 1088, l'imperatore Alessio Comneno cedette l'isola a un monaco asceta, il beato Cristodulo, abate di Bitinia, che precedentemente gli manifestò il desiderio di stabilirvi un «laboratorio di virtù» e così fondò il monastero di San Giovanni. Nel corso degli anni successivi alla sua costruzione, il monastero per proteggersi dalle scorrerie dei pirati turchi, saraceni e normanni, eresse a sua difesa e baluardo, alte muraglie. A cent'anni circa dalla sua fondazione, il monastero contava una comunità monastica di 150 monaci, una ricca biblioteca, proprietà nelle isole vicine e a Creta, navi commerciali esonerate da imposte. L'isola e il monastero godettero, dal XIII secolo in poi, della protezione di Venezia, che conquistò Patmos nel 1207.
Nel corso dei secoli XIII e XIV l’isola soffrì dei conflitti che opposero i Turchi a Bisanzio. Dopo la caduta di Costantinopoli e l'affermarsi dell'Impero ottomano, l'isola fu assoggettata a tributo dai turchi nel 1537. In questo periodo l'isola conobbe un periodo di prosperità e ospitò molti rifugiati bizantini. Grazie alla vicina Creta, divenuta veneziana, e dove l'attività culturale fu intensa, l'isola progredì delle nuove tecniche decorative e scultorie che influenzarono i pittori e gli scultori locali. Questi abbellirono notevolmente le decorazioni interne del monastero. Nel 1669 ospitò rifugiati veneziani di Candia.

### Il periodo italiano
Durante la guerra italo-turca, il 12 maggio 1912, l'incrociatore corazzato Amalfi della Regia Marina occupò Patmo. Successivamente nel 1924, l'isola entrò a far parte delle Isole Italiane dell’Egeo; dopo la Seconda guerra mondiale andò alla Grecia con il resto del Dodecaneso.
Da allora non è raro udire, soprattutto tra gli Ateniesi, la definizione di 'italiani', per gli abitanti dell'arcipelago.

## Amministrazione
Il territorio del comune omonimo comprende, oltre a Patmo, anche le isole Arkoi, Marathi oltre a numerosi isolotti nelle vicinanze. Il principale abitato dell'isola è Skala, composto da quattro quartieri tra cui Netia, dove si trova la darsena nella quale attraccano le navi provenienti dal Pireo. L'isola è da anni meta di un turismo di buona qualità, prevalentemente di età compresa tra i 30 e i 45 anni. Numerose sono le ville sull'isola. Tra le spiagge più note, Psiliamos, Grikos, Petra, Le Gemelle, Livadi, Kampos, Agriolivadi, Vaghià, Lambi.

## Monumenti e luoghi d'interesse
Il centro storico di Chora con il monastero di San Giovanni e la grotta dell'Apocalisse sono state dichiarate dall'UNESCO patrimonio dell'Umanità.
Chora è uno dei pochi centri in Grecia a essere stato abitato senza interruzioni. È inoltre uno dei pochi posti al mondo ove le funzioni religiose sono praticate ancora nella loro forma originaria, così come lo erano agli inizi del Cristianesimo.
Insieme al suo monastero che la domina dall'alto e la grotta dell'Apocalisse, Chora costituisce un luogo di pellegrinaggio e di notevole interesse artistico.
Il monastero di San Giovanni il "Teologo" e la grotta commemorano il sito dove l'Apostolo avrebbe composto il suo Vangelo e l'Apocalisse.
Nelle rocce di trachite della grotta, che hanno avuto origine dagli strati più profondi della terra un'aureola in argento evidenzia il luogo in cui san Giovanni Apostolo appoggiava la testa quando riposava. Una cornice di argento indica il punto dove il santo appoggiava la propria mano per rialzarsi. In prossimità nel tetto della grotta vi è un punto dal quale dalla roccia granitica si dipanano tre fenditure, che la leggenda vuole originate dalla voce divina.

## Gemellaggi
- Grottaferrata,  Italia
- Glastonbury,  Regno Unito